# Brian D. Ripley
Brian David Ripley,  (* 29. April 1952) ist ein britischer Mathematiker, der sich mit Stochastik befasst. Er ist emeritierter Professor der University of Oxford.
Ripley studierte an der Universität Cambridge mit der Promotion 1976 bei David George Kendall (Stochastic Geometry and the Analysis of Spatial Patterns). 1976 bis 1983 war er am Imperial College London und danach Professor an der University of Strathclyde. Ripley war seit 1990 Professor für Angewandte Statistik und Professoral Fellow am St. Peter´s College in Oxford und ging 2014 aus Gesundheitsgründen in den Ruhestand.
Er befasste sich mit Spatial analysis, Mustererkennung und Neuronalen Netzwerken im Rahmen der Statistik.
Ripley erhielt 1976 den ersten Rollo-Davidson-Preis. Außerdem erhielt er in Cambridge den Smith-Preis (1975) und den Adams-Preis (1987).  2013 erhielt er die Guy Medal. Er ist Fellow der Royal Society of Edinburgh und des Institute of Mathematical Statistics.

## Schriften
- Spatial Statistics. Wiley, 1981
- Stochastic Simulation. Wiley, 1983.
- Statistical Inference for Spatial Processes. Cambridge University Press, 1988
- Pattern Recognition and Neural Networks. Cambridge University Press, 1996
- mit W. N. Venables: S Programming. Springer, 2000
- mit W. N. Venables: Modern Applied Statistics with S, 4. Auflage, Springer 2002 (zuerst 1994)